# Universitatea Națională de Educație Fizică și Sport
Universitatea Națională de Educație Fizică și Sport, cunoscută și ca UNEFS, este o instituție de învățământ superior publică de stat din București.

## Istoric
Universitatea a fost înființată prin Legea pentru Educație Fizică, promulgată la data de 15 iunie 1923 și publicată în Monitorul Oficial nr. 59, din 17 iunie 1923, sub denumirea de Institutul Național de Educație Fizică (INEF). Prima instituție de învățământ superior pentru pregătirea profesorilor de educație fizică din România și-a început cursurile la 1 decembrie 1922, la București. A fost a 10-a instituție de acest fel din lume și a 5-a din Europa.
Activitatea a debutat sub conducerea general prof. Virgil Bădulescu care a obținut sprijinul Familiei Regale, mai ales a Majestății Sale Regele Ferdinand I, a lui Dimitrie Gusti – directorul Casei Culturii Poporului și a profesorului Vasile Pîrvan.

ANEFS

Numele instituției a fost schimbat pe parcursul existenței sale, până la cea prezentă, atribuită prin modificarile aprobate la HG nr. 749/2009 și publicate în Monitorul Oficial al României Partea I din 12 octombrie 2009.
- 1922: Institutul Național de Educație Fizică (I.N.E.F.)
- 1929: Institutul Superior de Educație Fizică (I.S.E.F.)
- 1937: Academia Națională de Educație Fizică (A.N.E.F.)
- 1942: Școala superioară de Educație Fizică (Ș.S.E.F.)
- 1945: Academia Națională de Educație Fizică (A.N.E.F.)
- 1948: Institutul de Educație Fizică (I.E.F.)
- 1950: Institutul de Cultură  Fizică (I.C.F.)
- 1968: Institutul de Educație Fizică și Sport (I.E.F.S.)
- 1990: Academia de Educație Fizică (A.E.F.)
- 1992: Academia Națională de Educație Fizică (A.N.E.F.)
- 1993: Academia Națională de Educație Fizică și Sport (A.N.E.F.S.)
- 2009: Universitatea Națională de Educație Fizică și Sport din Bucuresti (U.N.E.F.S)

## Structură
În prezent UNEFS cuprinde:
- Facultatea de Educație Fizică și Sport (specializările „Educație Fizică și Sportivă” și „Sport și Performanță Motrică”)
- Facultatea de Kinetoterapie (specializare „Kinetoterapie și Motricitate Specială”)
- master „Performanță în Sport”
- master „Managementul și Marketingul Structurilor, Activităților și Evenimentelor Sportive”
- master „Educație Fizică și Activități Motrice de Timp Liber”
- master „Recuperare, Reeducare motrică și Somato-Funcțională”
- master „Nutriție și Remodelare Corporală”
- Școală Doctorală în domeniul „Știința Sportului și Educației Fizice”

Activitatea se desfășoară în București (Complex central str. Constantin Noica nr. 140, Complex Rocar str. Prașilei nr. 47), Baza didactică Eforie Nord și Baza didactică „Prof. Virgil Teodorescu” de pe muntele Parangul Mic
La toate evaluările instituționale periodice conduse de către ARACIS, liniile de studiu ale UNEFS au primit calificativul „Grad de încredere ridicat”.

## Legături externe
Materiale media legate de Universitatea Națională de Educație Fizică și Sport la Wikimedia Commons
- Site web oficial